# Herb obwodu czerniowieckiego

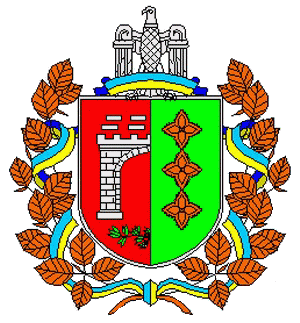
Herb obwodu czerniowieckiego

Herb obwodu czerniowieckiego przedstawia na tarczy dwudzielnej w słup w polu lewym czerwonym srebrną bramę, u podstawy której gałązka bukowa. W polu prawym zielonym trzy czerwone rozety z orzeszków bukowych, jedna nad drugą. Tarczę okalają bukowe gałęzie przeplecione wstęgą w barwach flagi ukraińskiej. Nad tarczą srebrny sokół. 
Herb przyjęty został 16 grudnia 1994 roku.
Brama miejska odnosi się do herbu Czerniowiec – stolicy obwodu. Gałęzie i orzeszki bukowe (bukwia) symbolizują Bukowinę, której północna część tworzy obwód.